# Bandar Khayran
Bandar Khayran  (بندر الخيران in arabo) è una città costiera dell'Oman.